# Jérémy Stravius
Jérémy Stravius (n. 14 iulie 1988, Abbeville, Picardie⁠(d), Franța) este un înotător ce a reprezentat Franța, medaliat olimpic. A participat la 2 ediții ale Jocurilor Olimpice (2012, 2016) în care a câștigat o medalie de aur și două medalii de argint.